# Chaumontel
Chaumontel – miejscowość i gmina we Francji, w regionie Île-de-France, w departamencie Dolina Oise.
Według danych na rok 1990 gminę zamieszkiwały 2933 osoby, a gęstość zaludnienia wynosiła 693 osób/km² (wśród 1287 gmin regionu Île-de-France Chaumontel plasuje się na 410. miejscu pod względem liczby ludności, natomiast pod względem powierzchni na miejscu 736.).